# Dilley
Dilley is een plaats (city) in de Amerikaanse staat Texas, en valt bestuurlijk gezien onder Frio County.

## Demografie
Bij de volkstelling in 2000 werd het aantal inwoners vastgesteld op 3674.
In 2006 is het aantal inwoners door het United States Census Bureau geschat op 4145, een stijging van 471 (12,8%).

## Geografie
Volgens het United States Census Bureau beslaat de plaats een oppervlakte van
6,0 km², geheel bestaande uit land. Dilley ligt op ongeveer 171 m boven zeeniveau.

## Plaatsen in de nabije omgeving
De onderstaande figuur toont nabijgelegen plaatsen in een straal van 32 km rond Dilley.